# Albrechtice u Frýdlantu
Albrechtice u Frýdlantu (německy Olbersdorf) je vesnice, část města Frýdlant v okrese Liberec. Nachází se sedm kilometrů jižně od Frýdlantu. Prochází zde silnice I/13. Albrechtice u Frýdlantu je také název katastrálního území o rozloze 6,26 km². K Albrechticím náleží také osada Filipov (německy Philippsberg).

## Název
Sídlo bylo založeno v době kolonizace jako lánová ves a jméno Olbersdorf pravděpodobně získalo podle svého lokátora.

## Historie
První písemná zmínka o vesnici pochází z roku 1381. V letech 1869–1950 byla samostatnou obcí, v letech 1950–1985 příslušela k obci Dětřichov, od 1. ledna 1986 patří jako místní část k Frýdlantu.

## Přírodní poměry
Na Albrechtickém kopci se rozkládají tak zvané chřástalové louky, tedy oblasti, na nichž žijí chřástalové polní (Crex crex).

## Obyvatelstvo
| Rok            | 1869 | 1880 | 1890 | 1900 | 1910 | 1921 | 1930 | 1950 | 1961 | 1970 | 1980 | 1991 | 2001 | 2011 | 2021 |
| -------------- | ---- | ---- | ---- | ---- | ---- | ---- | ---- | ---- | ---- | ---- | ---- | ---- | ---- | ---- | ---- |
| Počet obyvatel | 920  | 862  | 750  | 658  | 668  | 575  | 536  | 178  | 182  | 117  | 65   | 43   | 60   | 106  | 159  |
| Počet domů     | 137  | 142  | 143  | 153  | 142  | 138  | 137  | 97   | 43   | 41   | 26   | 22   | 73   | 77   | 77   |

## Pamětihodnosti

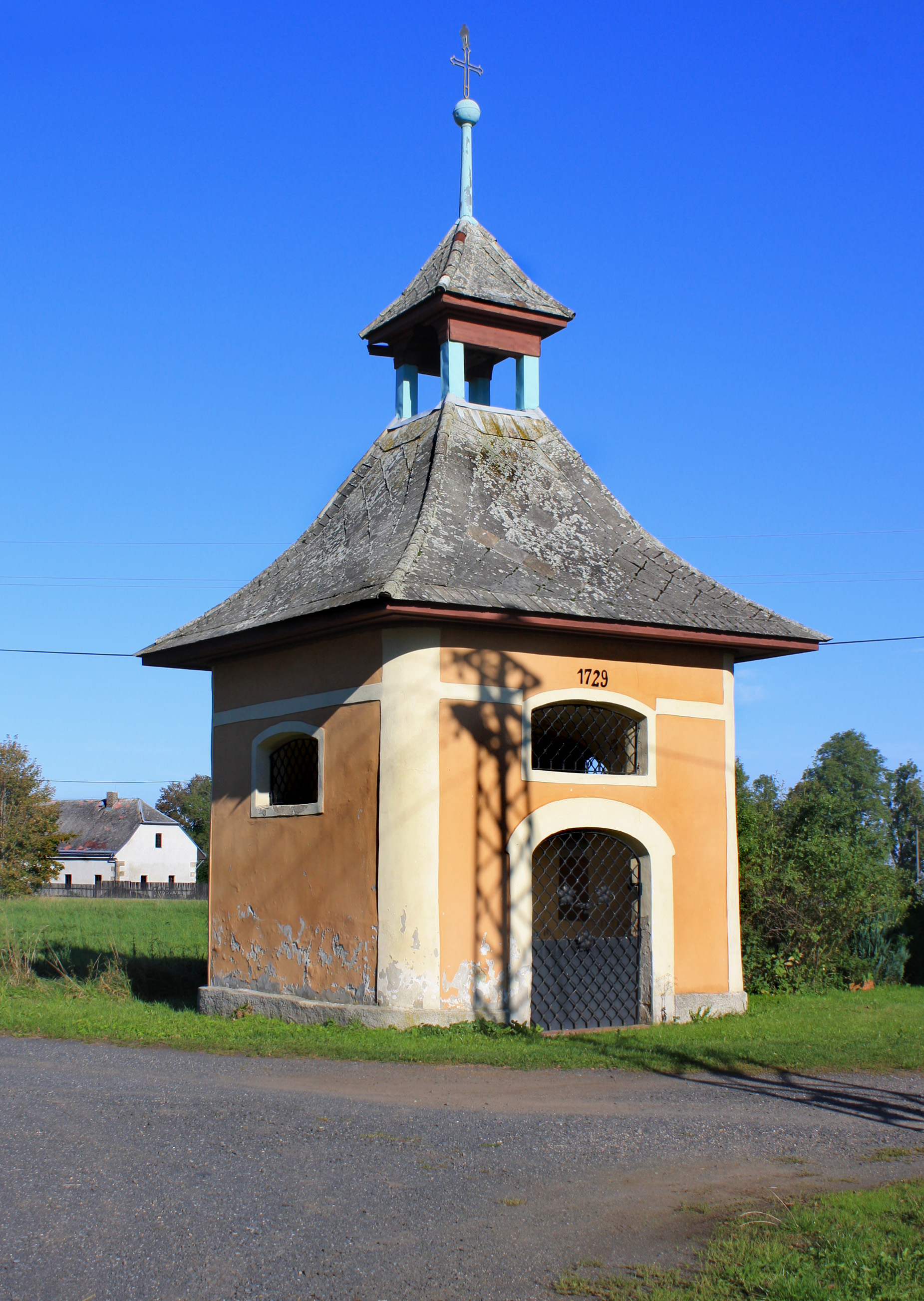
Kaple svatého Jana Nepomuckého na návrší

- Předměstský dům čp. 1 v severní části vesnice
- Milník při státní silnici na jižním konci vesnice
- Kaple svatého Jana Nepomuckého v severní části vesnice[11]
- Východně od osady se nachází Polákův kříž.

## Další fotografie

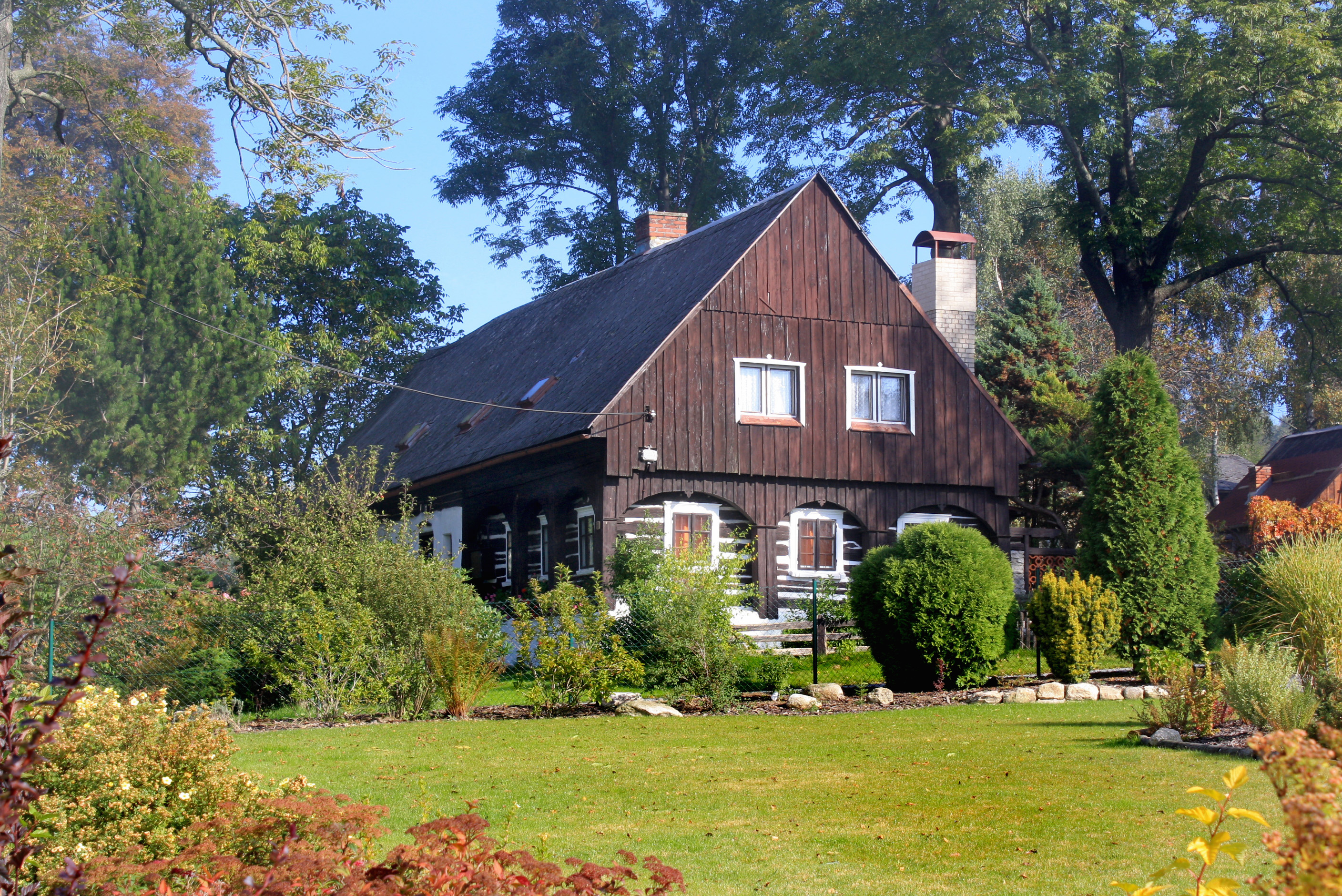
Lidová architektura
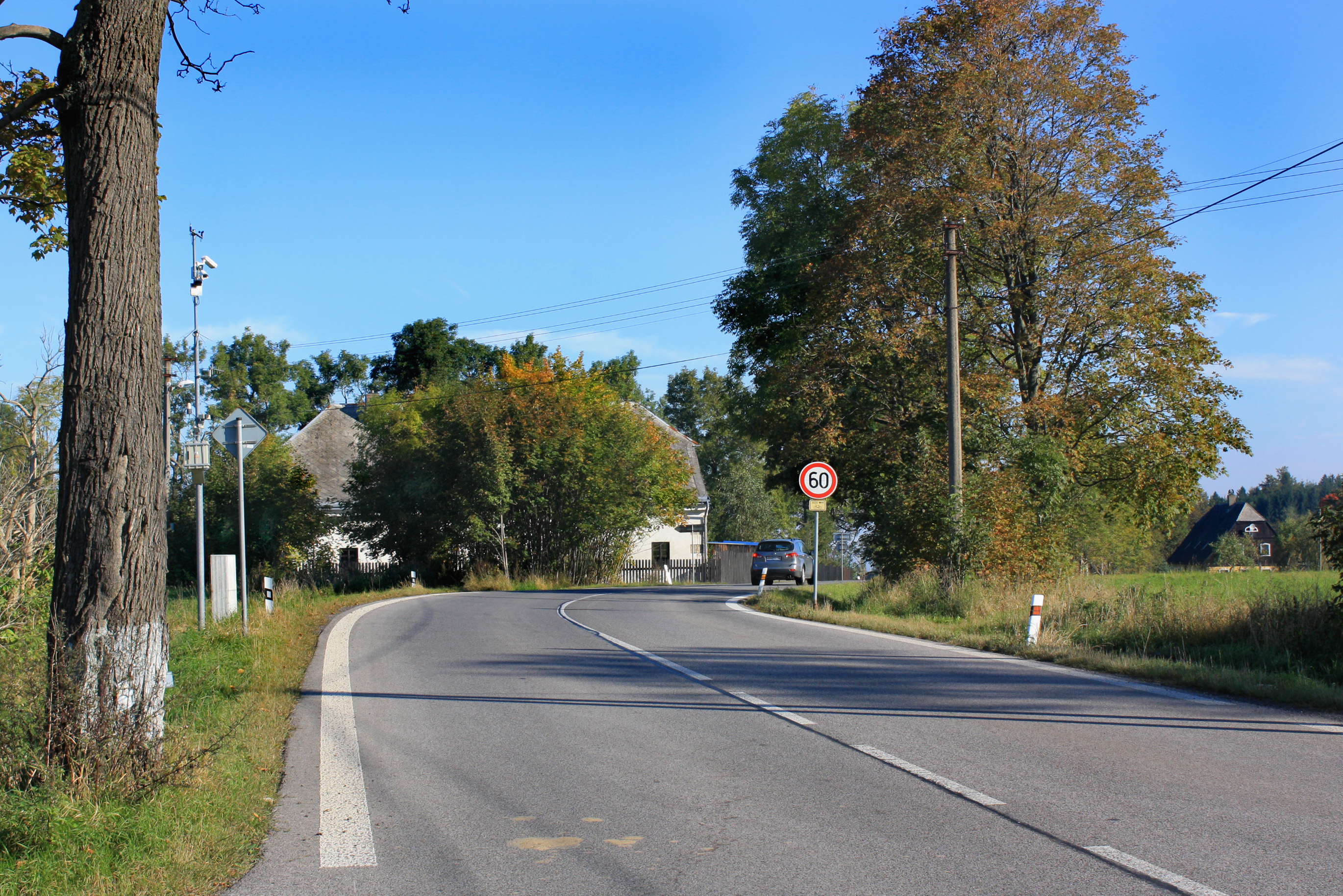
Silnice I/13